# Самора Чинчипе
Самора Чинчипе (на испански: Zamora Chinchipe) е една от 24-те провинции на южноамериканската държава Еквадор. Разположена е в южната част на страната. Общата площ на провинцията е 10 456,30 км², а населението е 117 900 жители (по изчисления за 2019 г.). Провинцията е разделена на 9 кантона, някои от тях са:
1. Паланда.
2. Самора